# Tröja
| Tröja |
| --- |
| Kvinnotröja från Rödeby, mitten av 1800-talet. - Betydelse – klädesplagg på en människas överkropp - Inriktning – täcker ofta armar och torso, saknar ofta knäppning - Tillverkning – i regel stickad, virkad eller av trikå - Exempel – jumper, lusekofta, polotröja, T-shirt |

En tröja är en typ av klädesplagg tillverkat av människan. Det bärs som skydd mot kyla, väta eller värme men kan även användas som en kroppsprydnad. Tröjan är ofta långärmad, det vill säga den har ärmar som täcker armarna. Kortärmade tröjor finns dock av typen T-shirt (T-tröja). Tröjor finns i varierande storlek, material, färg, märke och stil. En tröja är ofta stickad (till skillnad från den vävda skjortan) och saknar ofta knäppning (till skillnad från västen).

## Stickning och stickade tröjor
Stickning är en omtyckt sysselsättning för många och en möjlighet att förverkliga unika produkter. Idag lärs både stickning och virkning ut i grundskolan. Förut stickade man varma tröjor och accessoarer efter behov, men stickningen kunde också fungera som inkomstkälla. Samtidigt som stickningen idag är en omtyckt hobby, är stickningen även en mycket viktig del i sociala sammanhang. Syjuntor, stickcaféer, kurser och gemensamma hantverksprojekt är exempel på hantverkets och framförallt stickningens sociala betydelse. I England gjordes en internationell undersökning, där det redovisades att personer som stickade regelbundet upplevde att stickningen gav stor glädje, avkoppling och ofta förknippades med socialt umgänge. Studien visade även att själva stickningsprocessen upplevdes som kreativ, och bidrog till utvecklandet av både matematik och design. Stickningen kunde även fungera som meditation då rytmen, strukturen och kreativiteten fungerar bra tillsammans.

### Stickade tröjors historia

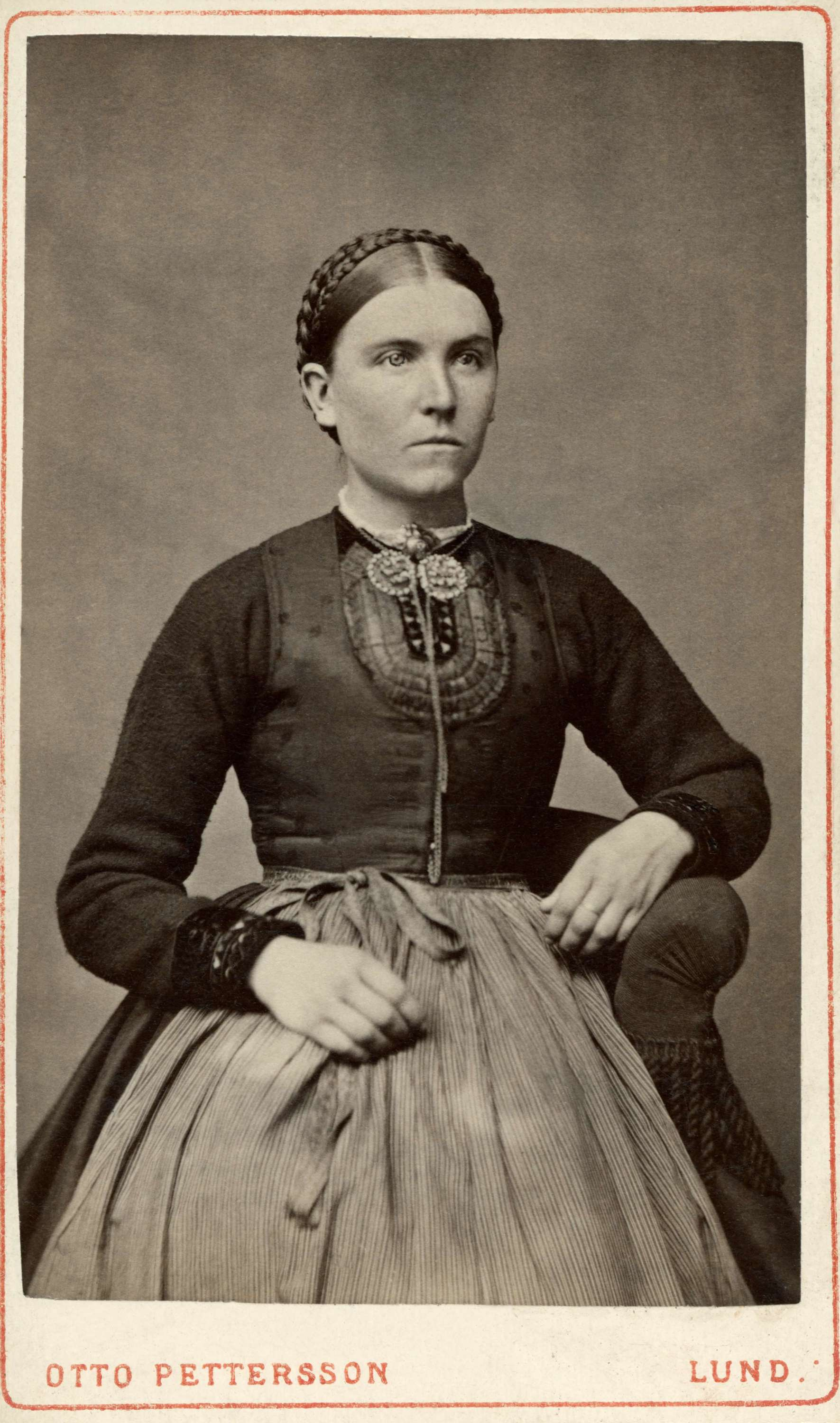
Kvinna från södra Skåne klädd i stickad tröja – så kallad spedetröja – med dekor kring halsringning och ärmkanter samt med livstycke.

Idag vet man inte med säkerhet var stickningen har sitt ursprung eller när den började användas som teknik för att skapa tröjor, andra plagg och accessoarer. Troligtvis har tekniken utvecklats samtidigt på flera olika platser i världen. Det är en tidig teknik gällande tillverkningen av tröjor som kan spåras bakåt ända till de första århundradena av vår tideräkning. I södra Holland har man hittat gravfynd från 200-talet och senare koptiska strumpor från 400–500-talet, som bevis för stickningens tidiga historia. Dock har noggrannare studier visat att dessa föremål, särskilt de tidiga koptiska strumporna, inte är stickade utan nålbundna. Det finns även tidiga uppgifter om tekniken från olika delar av Finland. Exempelvis hittade man i Egentliga Finlands landskapsmuseums utgrävningar på Åbo Akademis tomt år 1998 sju tygbitar som var hopstickade i Åbo någon gång på 1300-talets slut eller i början av 1400-talet.
Ytterligare fynd av stickningsteknikens användning tidigt i historien, var när man hittade skickligt framställda strumpor från Egypten som ska ha tillverkats på 1100-talet. Man kunde se att strumporna gjordes med stickningstekniken, dels på grund av att de är skapta genom rundstickning med flera stickor, och dessutom ser man utifrån de bevarade delarna att tekniken är väldigt utvecklad vilket tyder på att det är ett tidigt alster. Många forskare tror att araberna tog stickkonsten till Europa på 700-talet i och med erövringen av Spanien. I spanska gravar från 1100–1200-talet har det hittats mönsterstickade små dynor och strumpor. I Schweiz var det vanligt på 1300-talet att man stickade små påsliknande väskor av silke för att där i förvara reliker.
För Österrike blev användningen av stickade tröjor och andra kläder mer vanligt på 1400-talet. Däremot var stickningen i England otroligt viktig. Stickningen kom dit i slutet av 1500-talet och kom att bli landsbygdens saluslöjd i och med att  stickningen av kläder var en betydande inkomstkälla. Det var även under 1500-talet många stickskolor grundades i landet. På 1200-talet hade man redan grundat ett stickarskrå i Paris vars medlemmar tillverkade billigare handarbeten. Nunnorna i de katolska klostren stickade mycket värdefulla och dyra liturgiska handskar. I stickarskrået som bildades i England år 1657 krävdes det att man var kapabel till att kunna sticka stora flerfärgade filtar. I Sverige och i de övriga nordiska länderna fanns inte motsvarande system med skrå.

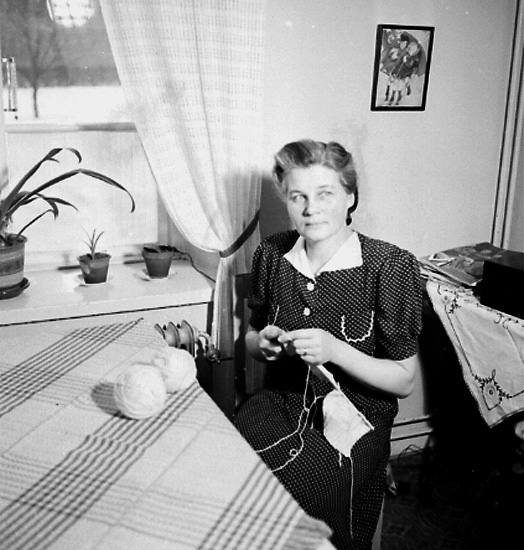
Fru Hellkvist som stickar.

### Stickningen får fäste i Sverige
De tidigaste stickade tröjorna vi känner till idag var dyra lyxvaror och det var inte förrän på 1600- och 1700-talen stickningen blev mer folklig i Europa och senare i Sverige. För det mesta tillverkades de plaggen som var mer folkliga av ylle, men även linne användes och även i Sydeuropa användes även silke vid stickning. Det var särskilt vanligt att man förr i tiden stickade tröjor ute vid kusten och på holmarna; man har hittat fiskartröjor från så tidigt som 1500-talet. Under samma tid stod adelns praktfulla tröjor stickade i silke, som förebild för de folkliga stickade tröjorna. Det man tror är att stickningen kom till Norden via vattenvägen; först till Färöarna, Island, Danmark och sen till Öland och Gotland. När stickningen kom till Norden så fick den bra fäste i många länder eftersom fåruppfödning var vanligt och ylleplagg passade väldigt bra i det nordliga klimatet.
Under 1500-talet importerade Sverige dyra lyxplagg som exempelvis stickade tröjor och strumpor av silke från övriga Europa. Från tidiga uppgifter har man bland annat kunna hitta, med anknytning till stickning i Sverige, ett par silkesstrumpor som kung Erik XIV skaffade sig från utlandet år 1562. Stickade kläder som stickade tröjor, jackor och strumpor importerades i stora mängder på 1500-talet i Sverige. Senare på 1500- och 1600-talet blev stickningen allt vanligare i Sveriges sydligaste delar som till exempel Skåne och Halland. Under krigsåren mellan 1756 och 1763 fanns det nämligen i Halland en mycket omfattande saluslöjd som sedan producerade bland annat strumpor och tröjor, som sedan exporterades till andra länder. Det var inte förrän på 1700-talet då stickningen av ylletröjor kom igång, och till slut blev de stickade tröjorna mycket populära folkliga klädesplagg. Senare på 1800-talet kom stickmaskinen att bli allt vanligare i Sverige. Det var nämligen William Lee från England som utvecklade stickmaskinen år 1589. Dock på grund av att han inte fick monopol på maskinen av den brittiska regeringen, ledde det till att han flyttade till Frankrike. Under 1600-talet var nämligen Frankrike ett centrum för bland annat strumpstickning. Stickmaskinen blev känd i Sverige och i Norge i början av 1700-talet. När stickmaskinerna sedan vid sekelskiftet mellan 1800- och 1900-talet drevs för hand, ledde det till att fler människor i länder som Sverige skaffade sig en egen stickmaskin i hopp om ett nytt yrke. Under denna tid fanns det i olika ort|er i Sverige som anlitade hantverkare för tillverkning av exempelvis stickade tröjor och andra plagg. Dock blev inte maskinen vanlig för hemmabruk förrän på 1950-talet.

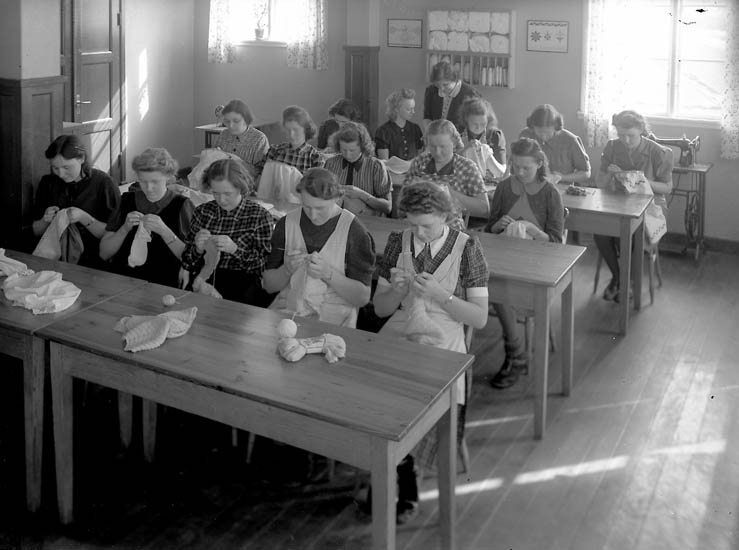
Undervisning i sömnad, stickning och virkning.

### Krig, ondska och stickning
I över hundra år har världens arméer konsumerat stickade plagg. De äldre sydda tygstrumporna hade för många nackdelar för soldaterna i och med att de inte var bra för fötterna under krigsförhållanden, till exempel var de för kalla. Detta ledde till att under både första och andra världskriget handstickades strumpor, tröjor och vantar stora mängder i hemmen vilket sedan skulle gå till soldaterna. De personer, oftast kvinnor, som stickade dessa olika plagg gjorde så bra de kunde för att kunna komplettera den industriella produktionen och för att sedan kunna förse soldaterna med värmande vantar, strumpor, tröjor och hjälmskydd. Det fanns ett stort behov av stickade kläder under krigstider, och samtidigt för den som stickade till soldaterna gav det också en känsla av att man gjort en insats för sitt land.
För det mesta förknippas stickningen i litteraturen med goda moraliska egenskaper, till exempel omtanke och tålamod. Trots detta finns det exempel på hur stickningen kan bli uttryck för allt som är ont, skrämmande och obehagligt. Det mest kända exemplet är bilden av franska revolutionens trikotöser, som skall ha tagit plats vid giljotinerna, och hetsigt stickande kvinnor hånskrattar åt varje huvud som rullar. Dock var den historiska sanningen bakom bilden av de "blodtörstiga stickerskorna" i en stadga från den franska revolutionen, där fanns en deklaration om att kvinnor fick närvara vid kommunens sammanträden, tillsammans med sina barn och män, fick sitta och sticka där. Bilden var alltså bara en demonstration av "en demokratisk rättighet och ett fredligt utnyttjande av tiden".

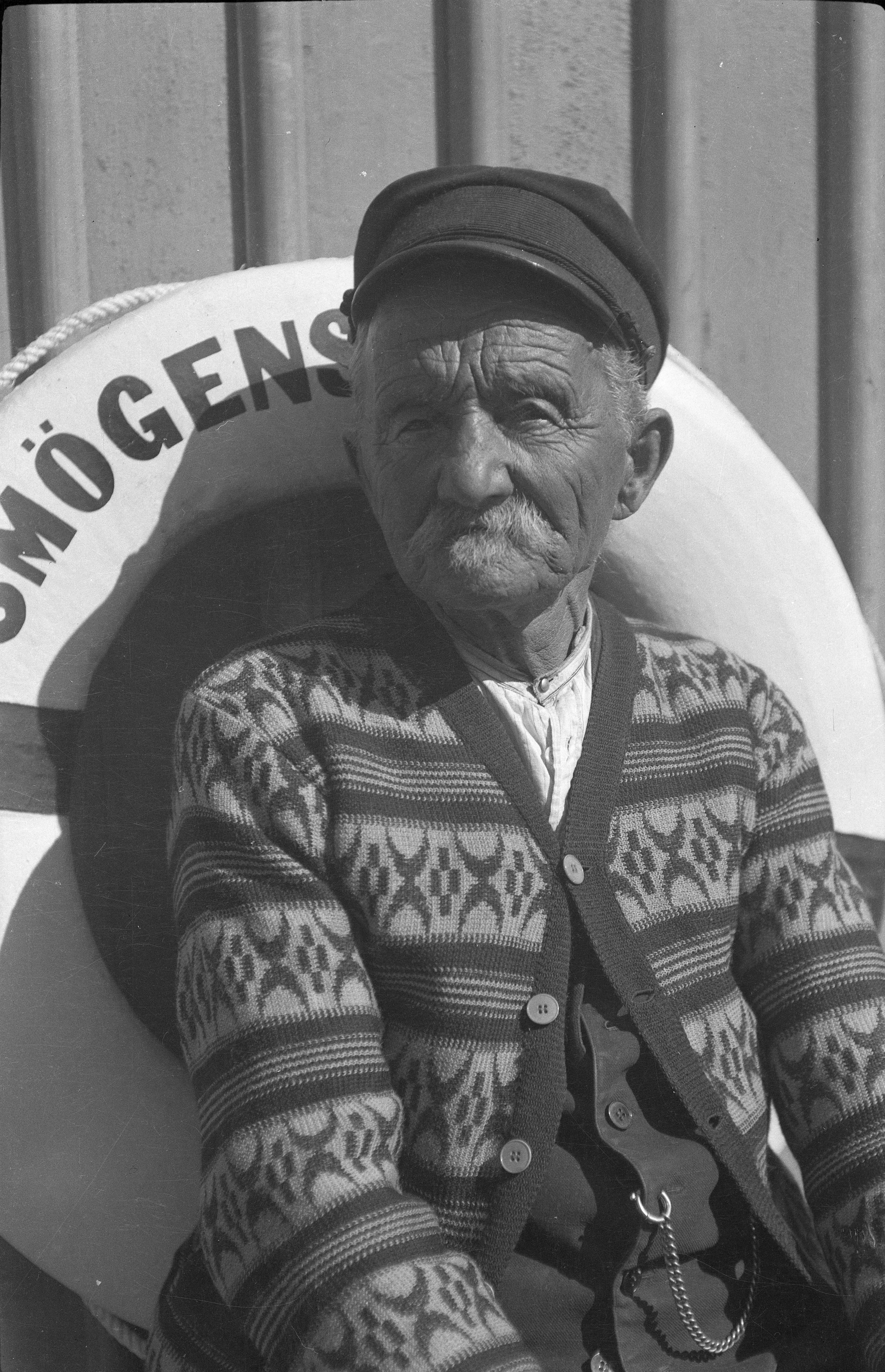
Porträtt av äldre man som bär en kofta.

## Virkning och virkade tröjor
Virkning är en handarbetsteknik där arbetet spirar med hjälp av en nål med krok i ena änden och de maskor som garnet sedan bildar. Marketta Luutonen skriver hon i sin bok Tröjor och andra plagg (2018) att: "virkning är en allmän term som omfattar olika typer av virkning såsom flerfärgsvirkning, smygmaskvirkning och krokning. Det svenska ordet virka kommer från det tyska ordet "wirken". Wirken betyder oftast att handarbeta, själva utförandet och det man åstadkommer". Virkning är också en teknik som kan användas för att göra tredimensionellt handarbete, utan att behöva klippa av garnet. Detta i sin tur gör att virkning kan användas till olika kreativa arbeten. På grund av att virkning kräver få och lätta komponenter, leder det till att det blir lätt att ta med sig vart man än går, till exempel om man är ute och reser.
Genom historien har virkning av tröjor och virkning i allmänhet, setts som något bara äldre sysslar med. Virkning ansågs väldigt länge vara något onödigt och lustigt. Det har tidigare till exempel skrivits i tidningsartiklar, om virkande kvinnor i en nedlåtande ton. På 1800-talet när folkskolans läroplaner diskuterades, var virkningen som lärosätt ofta omdiskuterad och många lärare funderade på om den hantverkstekniken var lämplig för elever att lära sig över huvud taget. Pedagogen och sömmerskan Hulda Lundin hade i slutet på 1800-talet varit på studieresa i Preussen och ansåg att virkningen definitivt kunde tas bort ur de svenska skolornas läroplaner. I de preussiska skolorna var virkning totalt förbjudet eftersom det ansågs som onödigt för elever att syssla med, och det var detta Lundin fick inspiration från. I Danmark under denna tid ansågs virkningen var olämpligt, särskilt för barnen som både på bondgårdar, eftersom virkningen skulle ta tid från det viktigare arbetet på gården. Istället ansågs det att stickningen av tröjor och stickning som teknik i allmänhet var en mer seriös teknik på grund av att man oftast stickade användbara och nödvändiga vardagskläder medan man istället virkade "prydnader". Trots detta ansågs virkning vara en bra sysselsättning eftersom med virkning kunde man göra många tilltalande föremål samt att det ansåg sig vara en avkopplande fritidssysselsättning, vilket det gör än idag.

### Virkningens okända historia

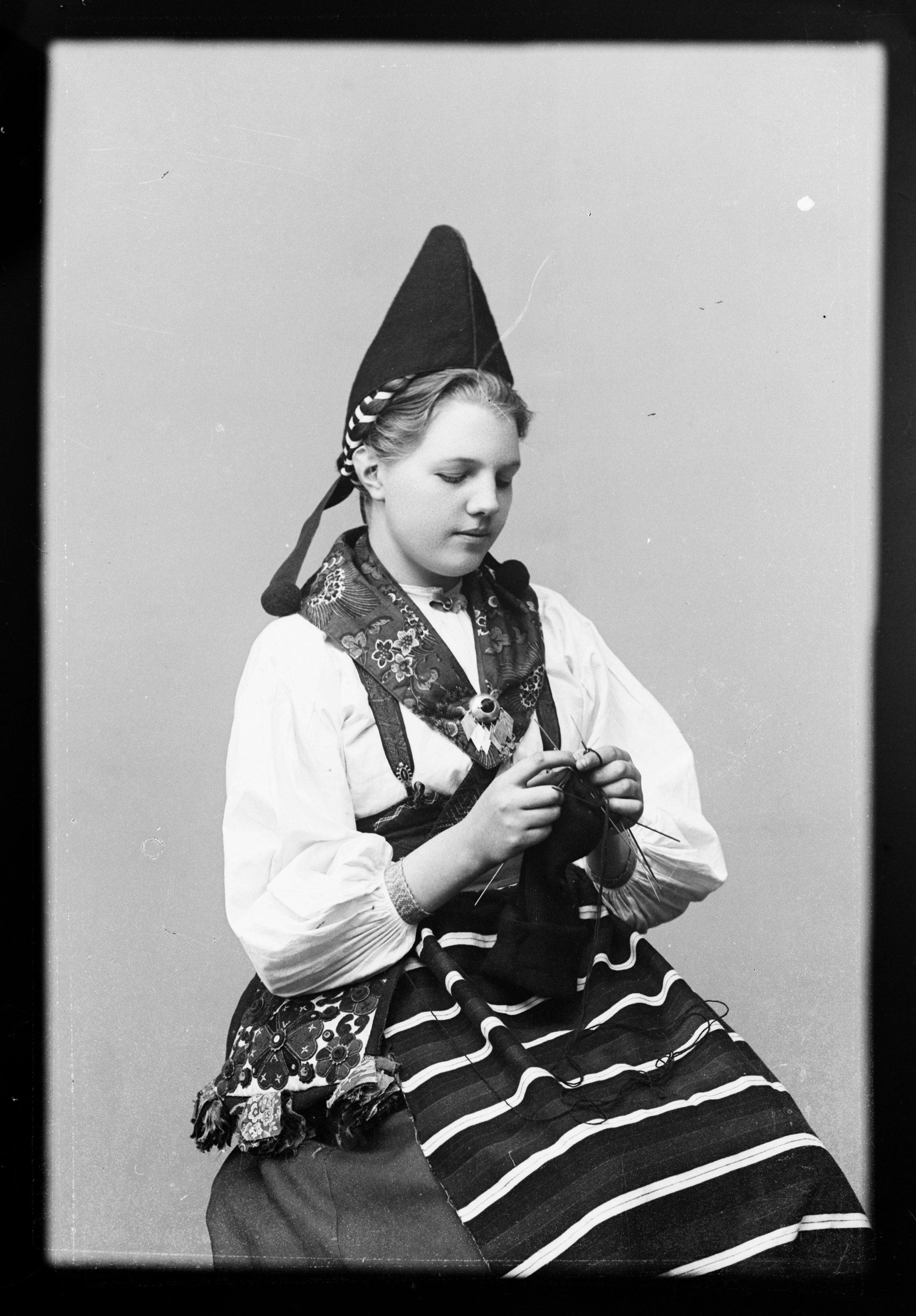
Kvinna klädd i folkdräkt från Dalarna som virkar.

Virkningens historia är relativt okänd och även om det finns många sägner finns det inga säkra uppgifter om teknikens ålder eller ursprung. Enligt vissa forskare härstammar tekniken från 1500-talet och att den från början behärskades av nunnor som hade lärt sig virka. Andra forskare menar att det istället var herdarnas arbete. Dock anses det att tekniken ska ha använts och varit känd av kopterna redan på 600- och 700-talet. På grund av att det är hyfsat lätt virka och dessutom att verktyget är så enkelt utformat, leder det till spekulationen till att tekniken uppfunnits tidigt inom vår historia. Lite längre fram i tiden, ungefär i mitten av 1800-talet, blev virkningen och virkning som teknik, ett modehantverk i England och sedan därifrån spred sig intresset också vidare ända till USA. Lis Paludan som kommer från Danmark, har relativt nyligen forskat kring virkningens historia, och med sin undersökningen kom hon fram till att det inte fanns några bevis på att virkning som teknik, skulle ha varit känd i Europa före 1800-talet. Enligt Lis Paludan ska virkningen antagligen ha kommit till Europa från två olika vägar: En via Spanien och en via Turkiet och Balkan.
Tidigare trodde man att virkningen skulle ha kommit till Sverige på 1800-talet från länderna kring medelhavet, och dessutom kom bomull och andra modenyheter ungefär samtidigt. Nu på senare tid, har denna teori om att virkningen ska ha kommit på 1800-talet, tagits upp till granskning på grund av att man har hittat uppgifter om att hantverkstekniken ska ha varit känd i Sverige redan under 1700-talet. I Norge antas virkningen ha införts mot början av 1800-talet och att den sedan blivit mer vanlig i mitten av det århundradet. Det finns flertal bevis på detta, bland annat har det sparats flertal flerfärgsvirkade och smygmaskvirkande vantar, fingervantar, spetsvirkade bomullshandskar samt armband bevarade i norska museer från den tiden. I Finland är det som i Sverige, inte heller lika tydligt på när virkningen kom till landet, dock vet man att den är som teknik, yngre än stickningen och även att den är en mindre utbredd teknik inom landet. Forskare tror att den sannolikt har färdats till landet dels från Sverige i samband med handeln mellan länderna vid Finlands kust och dels tror man att tekniken kommer från Östeuropeiska länder. De tidigaste daterade virkade föremålen från Finland man känner till, är från tidigt 1800-tal, och virkade textilier som exempelvis virkade tröjor, nämns i skrift från mitten av 1800-talet och framåt. Man har exempelvis hittat virkade kläder från Karsby herrgård i Tenala i Finland där man vet att de virkade åtminstone på 1830- och 1840-talet.
Folkskolan i Sverige hade stor betydelse för spridningen av virkade kläder och virkning som teknik. En kommitté som planerade handarbetsundervisningen för kvinnor tog år 1893  bort prydnadshandarbetet ur läroplanen, och hit räknades också virkningen. Trots detta ville kommittén ändå ge virkningen ett visst utrymme, detta berodde på att "enkel virkning, lätt som konsten är, kan användas vid tillverkning av många nyttiga plagg, särskilt om de virkas av ullgarn". Under den här tiden var det vanligt att virkmönstren gick i arv från hand till hand. Det var senare vanligt att man anpassade dessa mönster vilket var kända från äldre textilier till ny teknik. Detta ledde i sin tur till att man sammanställde så kallade "mönsterböcker" genom att virka olika bitar av. Efter detta lånades sedan mönster ut och anpassades enligt ens egen smak.

## Några olika sorters tröjor

### Ylletröjan

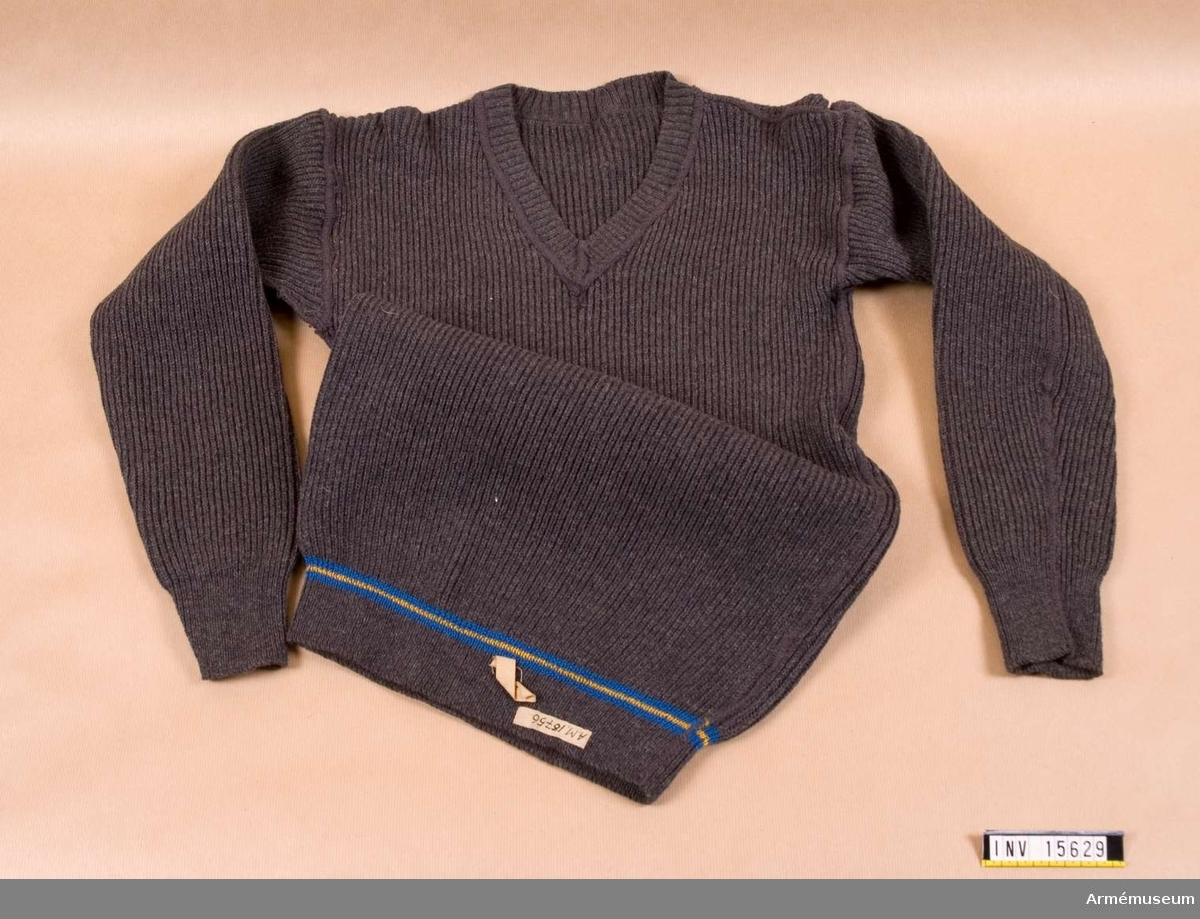
Ylletröja

Ylletröjan är ett mångsidigt plagg vilket har funnits i Sverige långt tillbaka i tiden, troligtvis ända sedan 1600-talet. Under 1600-talet, när Finland var en del av det Svenska kungariket, var produktionen av ylletröjor större än i Sverige. Bland annat har man hittat i Åbo flera stycken ylletröjor som skall vara från 1600-talet. Enfärgade ylletröjor stickades av naturfärgat ullgarn och färgades röda eller gröna när de var färdiga. Det var från andra länder som man importerade kamgarnströjor vilka hörde till borgarkostymen. Redan på 1500-talet hade man importerat en del ylletröjor från Tyskland. Bo Lönnqvist som är folklivsforskare har hittat noteringar i bouppteckningar från 1700-talet om stickade ylletröjor för både män och kvinnor. I upptäckten av detta kom Lönnqvist fram till slutsatsen att de troligen köptes färdigtillverkade. De flerfärgstickade ylletröjorna ska ha varit färggrannare och krävde mycket skicklighet. Man kan för övrigt se likheter mellan stickade ylletröjor från Österbotten och stickade ylletröjor från Sverige och Norge. Influenserna har kunnat färdas på olika sätt, men man tror att handeln mellan länderna ska ha haft stor betydelse.

### Korsnäströjan 1850-talet

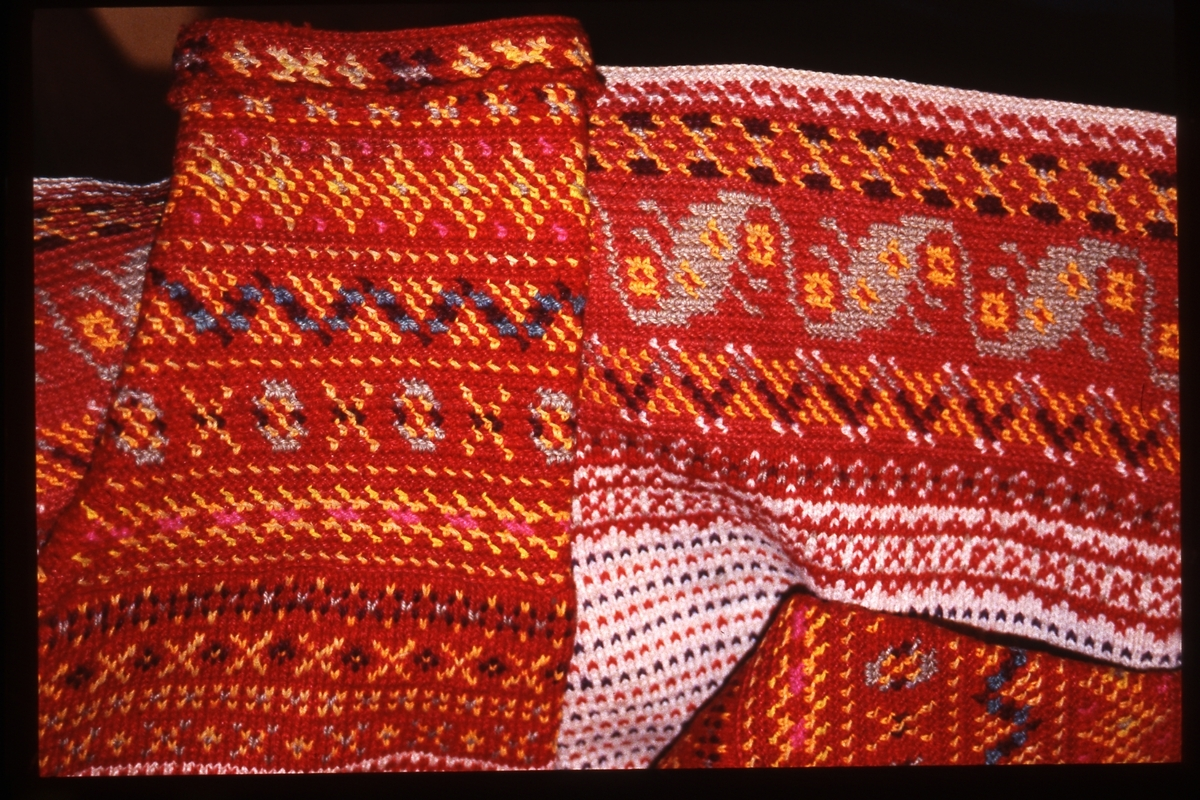
En korsnäströja från Österbotten

Korsnäströjan var en modenyhet i svenska Österbotten under senare delen av 1800-talet. Tröjan har fått inspiration och influenser i samband med handel med andra länder. När virkningen blev vanlig och på modet, kunde en kreativ person anpassa tekniken till att göra tröjor som tidigare hade tillverkats enbart med stickning. Hjördis Dahls som är etnolog vars antagande är att stickmönster har anpassats till virkningen vilket att en stickad maska motsvaras av en fast maska. I de äldre korsnäströjorna är de virkade delarna smalare än i de nya. Den stickade tröjan har "bildat" byn Korsnäs, som anses vara finlandssvenskhetens och hantverkskunnandets symbol.
Traditionen att tillverka korsnäströjor har fortsatt oavbrutet i över 150 år. Produktutvecklingen och att förena det tidigare tillverkningssättet av tröjor med en modenyhet lyckades slå igenom. Den nya virkade och stickade tröjan ansågs vara rolig och dekorativ. Hantverkare har länge fascinerats av den intressanta tillverkningsprocessen och användare av ett sådant dekorativt plagg med sin rika historia. Korsnäströjans tillverkare gör kopior av en annan tröja som heter museitröjor, och med det material som står till buds. Idag görs tröjorna bekvämare än på 1800-talet och av formgivningen kan man även se om figurnära eller mer lösa plagg är på modet.

#### Korsnäströjan som kulturarv
Korsnäströjan har lyckats bli ett kulturarv tack vare att den har fått en del publicitet. Under 1920- och 1930-talet tog korsnäströjan fram i flera olika publikationer som sedan har gjorts på basen av etnologisk forskning. Tröjan avbildades på 1880-talet på åtminstone tre av Arvid Liljelunds målningar. Dessa tre är: Korsnäsgosse som slipar sin kniv och Klockbyte som är från år 1880 samt Mellan fyra ögon från år 1882. Konsthistoriken Marianne Koskimies-Envall har studerat Liljelunds målningar, produktion samt tillvägagångssätt och menar att de speciella rödmönstrade stickade tröjorna säkert var en av orsakerna till att Arvid Liljelunds reste till Korsnäs.
Förut fanns det i Korsnäsbyarna en typ av person som kallades för "mästare", som stickade korsnäströjor på beställning. Många i korsnäsbyarna lärde sig att sticka tröjan genom att hjälpa mästaren. En del av de tröjorna som stickades, blev stickade som ett grupparbete. Det var mästaren som gjorde de virkade delarna och bålen stickades på det sättet att tre kvinnor satt med knäna mot varandra och stickande på varsitt varv. Detta är det mer traditionella sättet. Nuförtiden lär man sig oftast sticka tröjan på olika stickningskurser eller genom böcker. Mästarna som lever idag, håller traditionen levande och arbetar inom Korsnäs hembygdsförening.

### Jussitröjan 1920-talet
Jussitröjan är en grå stickad tröja med rombmönster i rött på bröstet. Jussitröjan är ett vardags- eller arbetsplagg för män. Det finns två stycken ursprungsberättelser till hur jussitröjan skapades. Den första är att jussitröjan designades i Lappo för Jussi Harris roll i skådespelet Pohjalasia. Den andra versionen kommer från Etelä-Pohjalainen Osakunta vid Helsingfors universitet. År 1927 ville man vid universitet ha en stickad tröja typisk för Österbotten till en av nationernas bobollslag. Hulda Kontturi var värdinna vid nationen, lät göra en tröja, och de första exemplaren stickades med en handstickmaskin av en kvinna som bodde på Museigatan i Helsingfors. Ylletröjorna som tillverkades var till en början bara mörkröd-gråa till färgen. Senare tillverkades också tröjor som var blå-gråa.
Enligt en teori tillverkades jussitröjan med en tröja ur Nationalmuseets samlingar som förebild och till den så kallade Pohjalasia-pjäsen. Pjäsen hade premiär i Lappo på påskdagen 1914 och den visades för första gången på nationalteatern den andra november samma år. Å andra sidan har man kunnat se med hjälp av fotografier från denna pjäs, att Teuvo Puro vilket skulle spela rollen Harris Jussi, inte på något sätt var iklädd i en vad vi idag skulle klassificera som en jussitröja. Istället kan man se på fotografierna att han är iklädd i en dekorativ tröja som liknar jussitröjan. Detta i sin tur förklarar varför man inte kan hitta en jussitröjan i Nationalmuseets samlingar.
Enligt en annan teori designades Jussitröjorna till bobollslaget vid Helsingfors universitet. Detta kan bekräftas av studentnationens historik, då nationen upprätthöll en dagboksliknande krönika där medlemmarna skrev sina åsikter och kommentarer. Ur krönikan hittar man också uppgifter om själva tröjprojektet som var gjord av nationen. En av medverkande i projektet var Kustaa Vilkuna som kan konstatera att tröjorna var vanligare i de svensktalande delarna av Österbotten. Dessa stickade tröjor var till en början tänkta för männen i studentnationen. Så småningom började den användas även utomhus och vid olika sportevenemang, och man tog även fram en modell för kvinnor. Ur krönikan framkommer det att man vid planeringen av tröjprojektet kände till den aktuella filmen Pohjalasia, och studentnationens är gjord med tröjan i filmen som förebild. Än idag används jussitröjan som en symbol för den studentnationen vid Helsingfors universitet. Jussitröjans form utgår från den traditionella österbottniska ylletröjan. Den ser vardaglig ut med den enkla dekorationen och den simpla färgsättningen. Tröjan ses inte som något speciellt, men trots det så har tröjan hållits oförändrad över väldigt lång tid och är fortfarande väldigt populär. De jussitröjor som används nu för tiden är i stort sett tillverkade i fabriker. Tidigare tillverkades jussitröjor främst på stickmaskiner i små stickerier.

## Folkhemmets tröjor

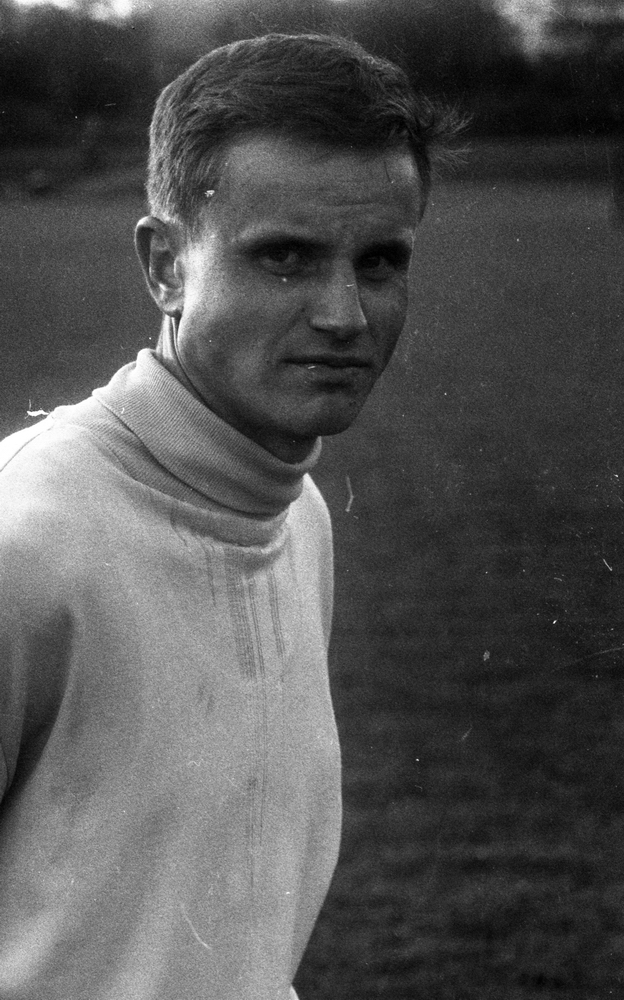
Stig Pettersson iklädd polotröja (1965)

Under andra världskriget behövde Sverige vidta åtgärder för att befolkningen skulle kunna klara försörjningen av matvaror men också andra nödvändighetsartiklar, till exempel kläder. Man inrättade en ransonering av vissa varor. Detta ledde till att varje person hade rätten att köpa varor efter en viss tilldelning. Textilier, kläder och därmed tröjor, fanns på ransoneringslistan från år 1942. En statlig byrå för aktiv hushållning och för konsumtionsupplysning, startades för att alla medborgare i Sverige skulle kunna ha råd med exempelvis en varm ylletröja under vintern. År 1945 upphörde ransoneringen i och med att kriget tog slut.

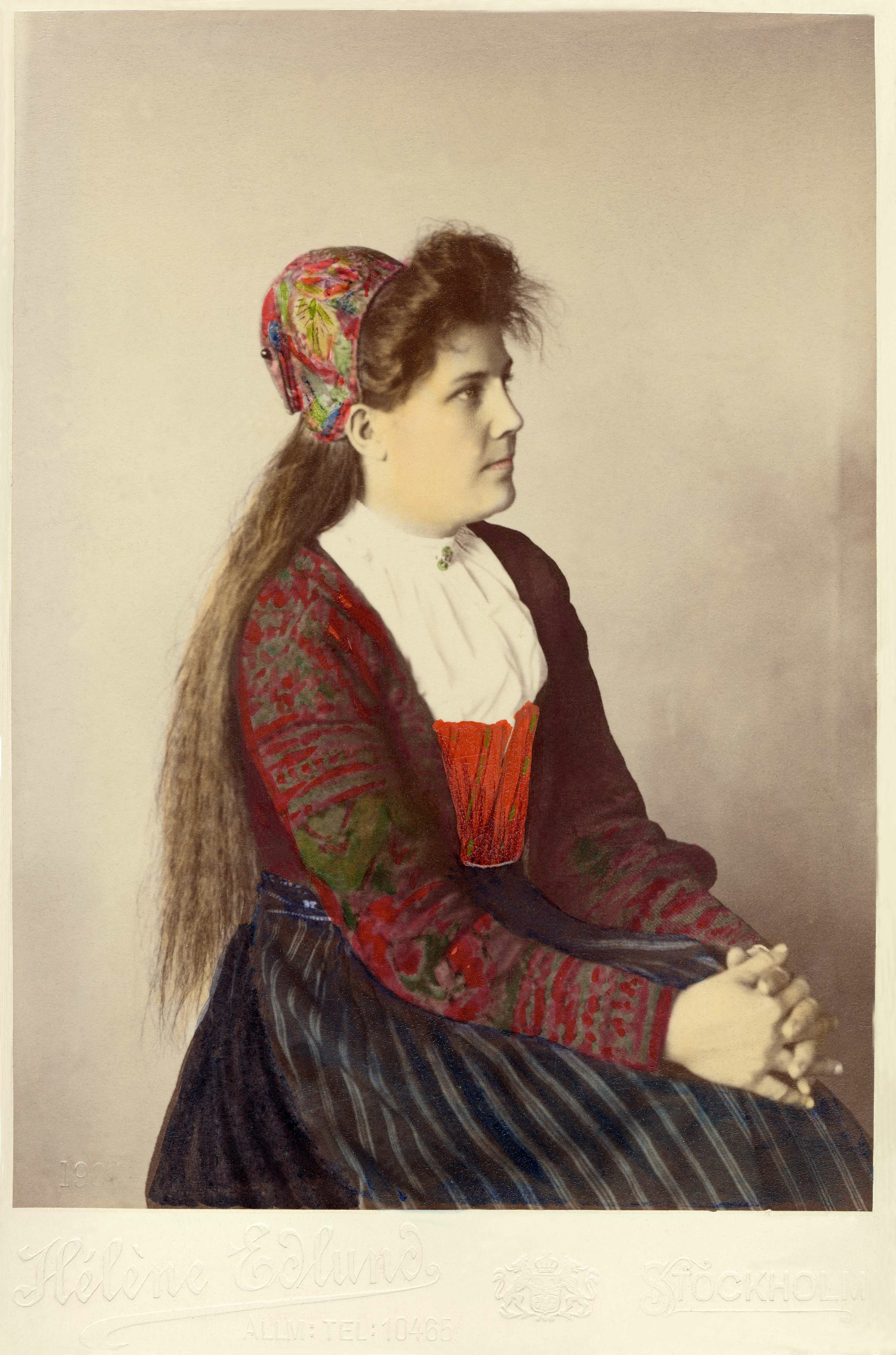
Foto på en ung kvinna i dräkt från Delsbo, Hälsingland, i stickad tröja och kattunmössa. (cirka 1870-1900)

År 1945 satsade Europa på att få igång textilindustrierna samt de andra industrierna för civilt behov. På grund av detta importerade Sverige fler och fler textilvaror men trots det var inte tillgången till fabriksproducerade tröjor så pass stor. Man köpte inte färdigsydda tröjor och andra plagg som i den mängden man gör idag. På den här tiden var hemsömnad det normala, att man själv sydde eller virkade egna tröjor, om man inte lät sy upp plagg hos en sömmerska. Däremot kunde allt fler familjer i Sverige nu köpa fabriksproducerade tröjor i och med att man införskaffade barnbidraget. Barnbidraget som utbetalades för första gången år 1948 var på 65 kronor per barn och kvartal ledde till att mer pengar kunde läggas på redan färdigsydda tröjor.
De kläder en familj i Sverige hade vid tidigare 1900-talet såg väldigt annorlunda ut från hur de ser ut idag. Framförallt hade man inte mängder av olika plagg, särskilt hade man inte mängder av olika tröjor. De vuxna hade en kläduppsättning som bestod av vår- och sommarkläder samt en med liknande uppsättningen med en för höst- och vinterkläder. En av anledningarna till att man bara ville ha få tröjor tillgängliga förutom att man möjligtvis inte hade råd, var att det var betydligt mer besvärligt att tvätta tjocka tröjor för hand. Hushållstvättmaskiner hade ännu inte uppfunnits, det man hade istället var stora gemensamma stortvättstugor. Eftersom det var dyrare att anskaffa sig kläder såsom tröjor förut, hade barnen i familjen bara en uppsättning ytterplagg och varmare tröjor. Detta ledde till att man bar kläderna mycket längre vilket resulterade i att plagget slets ordentligt. Det var inte ovanligt att man exempelvis sprätte isär en gammal tröja för att sedan vända på tyget och sy ihop igen för att då kunna få en ny och mer osliten yta som resulterade i ett mer fräschare plagg.

## Tröjor i populärkultur
Ända sedan tröjan uppfanns har miljontals människor använt, och har uppskattat den för sin ombonade men också värmande egenskaper. Vid det förra sekelskiftet såg tröjan sina "glansdagar" eftersom den var ett plagg vilket medgav ett rörligt friluftsliv och bidrog till upptäcktsresor vilket var viktigt under den tidens anda. Vid vissa tider i vår historia, har tröjan till och med ansetts vara extremt "häftig". Det beror dels på den lediga och även slappa egenskapen som tröjan har, men dessutom har den periodvis haft ett rent emblematiskt funktion, vilket senare på 1950- och 1960-talet, då en väldigt tjock tröja, gärna med en rejäl polokrage, signalerade bärarens bohemiska läggning och dessutom personen intellektuella livsstil.
Denna trend kom att senare påverka en attribut till ställningen för författare och blivande författare, konstnärer och "arga unga män". Allt detta beror främst på Ernest Hemingway, på grund av att han ofta poserade för porträttfotografer i sina stora polotröjor i tredubbelt garn. Även en person som satte stora tröjor på kartan, men i Sverige, var Ingmar Bergman, som ofta bar "filmens hetaste kofta" vilket var hans regikofta hans hustru Ingrid Bergman hade stickat åt honom. Bergman bar nämligen alltid sin kofta under filminspelningarna och sa själv att han ville bli begravd iklädd den. Inom musik och musikens värld har de funnit en del kända "trendkoftor", där Jumper och Cardigans som är svenska popgrupper, är två exempel på trenden kring tröjor inom populärkulturen. Å andra sidan har tröjan, särskilt stickade tröjor, symboliserat fantasilöshet av bland annat Lars Gustafsson vars TV-serie Vår tid låtit tröjor och annat stickat ylle, symboliserat tröjan som ett plagg med tristess och stagnation.
Under Covid-19 pandemin har Sveriges statsepidemiolog Anders Tegnells inverkan på mode och därmed synen på tröjan blivit väldigt omdiskuterad inom olika medier. Tegnell beskrivs ha en väldigt simpel och ledig klädstil som har varit väldigt tilltalande för många människor på grund av olika anledningar, bland annat för att han klär sig ofta i enkla röda, vinröda eller gröna tröjor under sina intervjuer eller presskonferenser. Tillsammans med sina tröjor, brukar Tegnell komplettera med en skjorta eller vit T-shirt.

## Typer av tröjor
- Jumper
- Kofta
- Lusekofta
- Polotröja
- T-shirt
- Ylletröja
- Jussitröja
- Korsnäströja
- Polotröja
- Turtleneck